# Pandridéni
Pandridéni est une commune rurale située dans le département de Fada N'Gourma de la province du Gourma dans la région de l'Est au Burkina Faso.

## Géographie
Village à centres d'habitation dispersés traversé par la route nationale 18, Pandridéni est situé à 20 km au Sud de Fada N'Gourma, chef-lieu du département, de la province et capitale de la région, et à 10 km au Nord de Nagaré.

## Santé et éducation
Le centre de soins le plus proche de Pandridéni est le centre de santé et de promotion sociale (CSPS) de Nagaré.